# Diana Doll

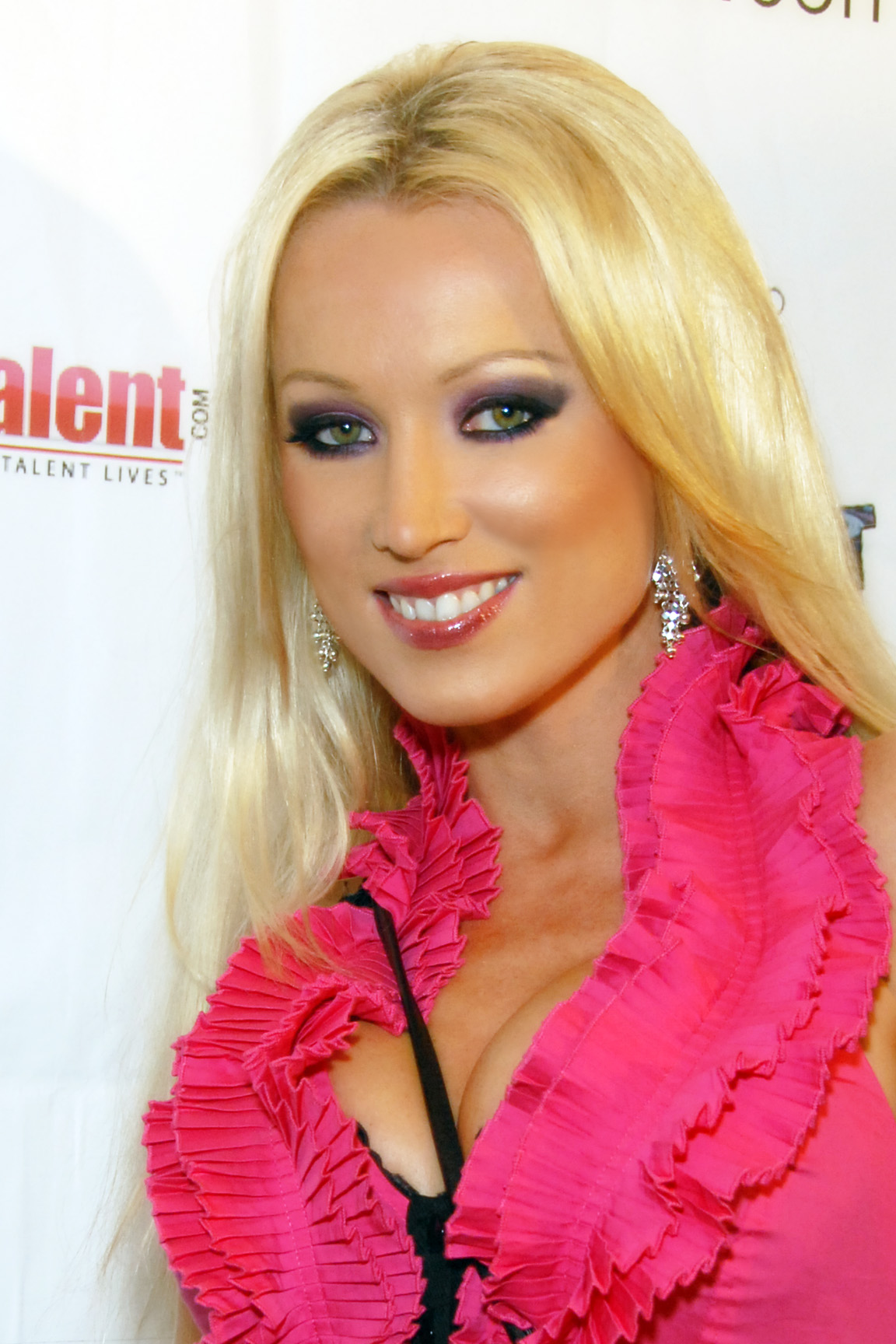
Diana Doll (2010)

Diana Doll (* 22. Juli 1976 in Liptovský Mikuláš, bürgerlich Silvia Brezinová) ist eine slowakische Pornodarstellerin und Model. 

## Leben
Diana Doll, die vorher als Grafikdesignerin gearbeitet hatte, begann ihre Karriere im Jahre 2001 (für Hustler Video). Zu Beginn ihrer Karriere trat sie unter dem Namen ‚Sue Diamond‘ auf. Da es zu Verwechslungen mit der tschechischen Pornodarstellerin Suzie Diamond kam, änderte sie ihren Namen 2006 in Diana Doll. Im Juni 2010 wurde sie von Adult Video News zur Cybersiren of the Month gewählt. Doll war bisher zweimal als Beste ausländische Performerin des Jahres bei den AVN Awards nominiert.
Laut IAFD hat sie in fast 400 Filmen mitgespielt. Doll war auch im Fernsehfilm Wild Girls of Porn: Naked and Exposed  zu sehen und wirkte an der österreichischen Porno-Dokumentation Porno Unplugged mit, die 2009 auf dem Pornfilmfestival Berlin gezeigt wurde. Außerdem war sie in Marco Banderas’ Musikvideo The Porn Life zu sehen.
2008 spielte sie in der Komödie Schlimmer geht’s nimmer! des Österreichers David Unger mit. Der Film wurde auf dem Festival Diagonale gezeigt und kam auch in die österreichischen Kinos. In Deutschland erschien der Film 2009 auf DVD.
Doll spielte in zwei Filmparodien auf den US-amerikanischen Golfer Tiger Woods mit, nachdem Details über sein Privatleben veröffentlicht wurden.

## Filmografie (Auswahl)
- 2001: Hustler XXX 7
- 2003, 2007: Jack’s Playground 3 & 37
- 2004: Pussyman’s Decadent Divas 25
- 2006: The Kidnapping of Sue Diamond
- 2007: Cheating Wives Tales 8
- 2007: Dementia 5
- 2008: Jack’s Teen America 20
- 2008: Schlimmer geht’s nimmer! (Kinofilm)
- 2008: My Virtual Mistress Diana
- 2008: Shot Glasses
- 2008: Come To Momma 3
- 2009: Wild Girls of Porn: Naked and Exposed (TV)
- 2009: Penthouse Variations – Blondes in Black Leather, Making of a MILF & Sinful
- 2010: Tyler’s Wood
- 2010: Tiger’s Got Wood
- 2010: CFNM Secret 4
- 2010: Kittens & Cougars 3
- 2011: Chemistry (TV-Serie)
- 2013: Nikita XXX
- 2013: Moms Bang Teens 4
- 2013: Pure MILF 3
- 2014: My Friend’s Hot Mom 41

## Auszeichnungen & Nominierungen
- 2008: AVN-Award-Nominierung – Female Foreign Performer of the Year[11]
- 2009: AVN-Award-Nominierung – Female Foreign Performer of the Year[12]
- 2010: Cybersiren of the Month (Juni)